# Platja de Llevant (Barcelona)
|  | Aquest article tracta sobre la platja de Barcelona. Vegeu-ne altres significats a «Platja de Llevant (Formentera)». |

La Platja de Llevant és una platja barcelonina artificial creada l'any 2006. Està situada entre la Nova Mar Bella i la plataforma del Zoo marí. Es va crear a partir de la retirada de l'escullera de Prim i la construcció de la plataforma que estava reservada per al Zoo marí.
És la primera platja de Barcelona que és permés el bany de gossos en estiu. En aquest sentit, des de l'any 2016 una part de la platja s'habilita com a tal i se separa físicament de la resta de la platja.

Platges de Barcelona